# Lucian Georgevici
Lucian Georgevici (n. 16 ianuarie 1875, Recaș, Comitatul Timiș, Regatul Ungariei – d. 9 februarie 1940, Reșița, Regatul României) a fost un avocat român și delegat la Marea Adunare Națională de la Alba Iulia din 1 decembrie 1918.

## Biografie

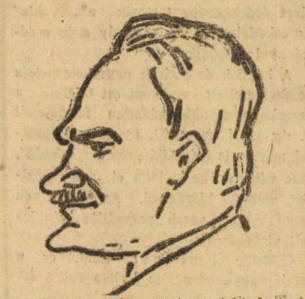
Caricatura a lui Lucian Georgevici, aparută în ediția din 25 decembrie 1924 a ziarului Aradi Közlöny

S-a tras dintr-o familie de țărani bănățeni, părinții săi fiind agricultori în comuna Ictar, Plasa Recaș.
A urmat cursurile școlii primare la școala confesională din satul său, apoi la Lugoj și Timișoara. Cursul secundar inferior l-a urmat la liceul piarist din Timișara. Clasele superioare le-a făcut la Lugoj, a absolvit clasa a opta și a luat bacalaureatul la liceul românesc din Beiuș.
A fost înscris la Academia de Drept din Cluj, stagiul de avocat l-a îndeplinit la Timișoara. 
A fost căpitan în armata austro-ungară, în timpul Primului Război Mondial. A fost comandant al gărzilor naționale române. A fost ales primar al Timișoarei, apoi deputat de Timiș-Tolontal, a activat în adunarea eparhială de la Arad și în congresul național-bisericesc din București, precum și notar public la Reșița
A fost delegat din partea circumscripției Recașului, la Marea Adunare Națională de la Alba – Iulia din 1 decembrie 1918 la care s-a decretat unirea Transilvaniei cu România.

## Distincții
- Ordinul Steaua României în grad de Comandor (25 martie 1926)[2]